# 한국폭력학대예방협회
한국폭력학대예방협회(KAVA, Korean Association against Violence and Abuse)는 대한민국의 비영리 사단법인으로, 폭력과 학대를 예방하고 피해자를 보호·지원하는 활동을 수행한다. KAVA는 범죄 피해자에게 심리 상담, 법적 지원, 보호 조치 안내 등의 서비스를 제공하며, 피해자 보호 및 지원을 위한 정책 연구와 제도 개선에 기여하고 있다.

## 개요
- **설립 연도**:
- **설립 목적**: 폭력 및 학대 예방, 피해자 보호 및 지원
- **소재지**:
- **대표자**:
- **주요 사업**: 피해자 상담 및 지원, 법률 지원, 정책 연구
- **소속**: 국회사무처 소속 사단법인 제 2016-3호

## 연혁
- **(연도)** - 한국폭력학대예방협회(KAVA) 설립
- **(연도)** - 경찰청과 협력하여 피해자 지원 프로젝트 진행
- **(연도)** - 피해자 지원을 위한 법률 및 정책 연구 수행
- **(연도)** - (추가할 주요 연혁)

## 주요 활동

### 범죄 피해자 상담 및 지원
- 가정폭력, 성범죄, 아동학대, 스토킹 등 다양한 피해 유형별 상담 제공
- 피해자의 법적 보호 및 지원 조치 안내
- 심리적 안정 및 재정 지원 프로그램 운영

### 법률 및 정책 연구
- 피해자 보호를 위한 법률 개정 및 정책 제안
- 정부 및 기관과 협력하여 피해자 지원 체계 개선

### 공공기관 및 연구소 협력
- 경찰청, 법무부, 복지부 등과 협력하여 피해자 지원 사업 진행
- 심리학 및 법학 연구소와 협력하여 피해자 지원 시스템 개발

## 협력 기관 및 파트너
- 경찰청
- 여성가족부
- 기타 지원 기관